# Fosses phéniciennes
Les Fosses phéniciennes sont la limite entre le territoire de Carthage et le royaume de Numidie avant la troisième guerre punique, même si cette frontière est peut-être antérieure. Elle est située, selon les travaux de Naïdé Ferchiou, sur le territoire de l'actuelle Tunisie.
En 201, Scipion reconnaît les territoires situés à l'est de cette limite à la cité punique. Appien (Histoire romaine, VIII, 54) évoque cette limite : « Vous devez retirer vos garnisons de toutes les villes qui sont en dehors de Fosses Phéniciennes et rendre tous les otages originaires de ces villes que vous détenez. Vous garderez votre ville et la contrée que vous possédiez à l'intérieur des Fosses Phéniciennes ».
Cependant les Romains autorisent les empiètements de Massinissa s'il prouve une antériorité d'occupation de ces zones. Le tracé des Fosses phéniciennes, même s'il est très largement inconnu, ne recouvre pas complètement le tracé ultérieur de la Fossa regia mise en place après la chute définitive de Carthage. 